# Provincia di Binh Thuan
Binh Thuan (vietnamita: Bình Thuận) è una provincia del Vietnam, della regione di Dong Nam Bo. Questa provincia ha una superficie di 7810,4 km² e una popolazione di 1.188.500 abitanti.
La capitale provinciale è Phan Thiết.

## Storia
Gran parte di quella che oggi è la provincia di Bình Thuận faceva parte del principato Chăm di Panduranga, che aveva il suo centro politico nella vicina provincia di Ninh Thuận. Fu l'ultimo principato indipendente dopo la caduta di Vijaya nel 1471. Bình Thuận fu in seguito incorporato nel Vietnam, mentre Ninh Thuận rimase indipendente più a lungo, fino al 1832. Prima del 1976, la provincia di Bình Thuận era molto più piccola perché gran parte dell'ovest era separata dalla provincia di Bình Tuy. Bình Tuy, Bình Thuận e Ninh Thuận vennero fusi nel 1976 per formare la provincia di Thuận Hải. Fu diviso nuovamente in Ninh Thuận e Binh Thuận nel 1991, mentre Bình Tuy rimase parte della provincia di Bình Thuận.

## Geografia
Bình Thuận confina con la provincia di Lâm Đồng a nord, con la provincia di Ninh Thuận a nord-est e con le province di Đồng Nai e Bà Rịa–Vũng Tàu a ovest. Gran parte dei confini con Lâm Đồng e Ninh Thuận sono montuosi, mentre l resto della provincia è relativamente pianeggiante. Tuttavia, ci sono diverse colline con un'altezza di almeno 200 metri lungo la costa della provincia. La vetta più alta della provincia (1548 m) si trova nel distretto nord-occidentale di Tánh Linh, vicino a Lâm Đồng. L'isola di Phú Quý si trova a circa 120 km a sud-est di Phan Thiết. È un distretto separato. Ci sono diverse isole molto più piccole al largo di Bình Thuận, tra cui l'isola di Cau (cù lao Cau) a est, l'isola di Lao (hòn Lao) a Mũi Né e l'isola di Bà (hòn Bà) a ovest.
Bình Thuận ha diversi fiumi per lo più originari della provincia stessa o negli altipiani della vicina provincia di Lâm Đồng. La maggior parte scorre nel Mare del Vietnam orientale. Alcuni dei fiumi principali sono il fiume Luy (Sông Luỹ) a est, il fiume Cai (Sông Cái) nel centro e il fiume Dinh (Sông Dinh) a ovest. Il fiume La Ngà (Sông La Ngà) scorre attraverso quattro distretti nel nord-ovest della provincia ed è un importante affluente del fiume Nng Nai. Il lago più grande è il lago Song Quan (hồ Sông Quán) nel centro della provincia, circa 30 km a nord di Phan Thiết. Un altro grande lago è Biển Lạc nella regione nord-occidentale della provincia.
A partire dal 2007, il 50% della provincia (394.100 ettari) è coperto da foreste, che è elevato rispetto alla maggior parte delle altre province della regione della costa centro-meridionale. Le foreste si trovano principalmente nelle regioni montuose della provincia, nel nord-ovest e nel nord-est. Nonostante la sua vasta area boschiva, la provincia ha anche un sacco di terreni agricoli. 284.200 ettari sono stati utilizzati per l'agricoltura nel 2007, che è la più grande cifra tra tutte le province delle regioni costiere centrali (sia del Nord Centrale e del Sud Centrale).
Bình Thuận è una delle province più aride del Vietnam. Gran parte della provincia riceve meno di 800 mm di pioggia all'anno. I mesi da novembre ad aprile sono particolarmente secchi, con meno 200mm di pioggia. La regione ha riserve di arsenico nelle montagne nord-occidentali e titanio lungo la costa occidentale.

## Società

### Evoluzione demografica
Bình Thuận aveva una popolazione di 1.170.700 persone nel 2007. La popolazione è cresciuta dell'1,35% all'anno in media tra il 2000 e il 2007. La crescita è stata particolarmente forte nelle città e nelle zone urbane al 4,42% annuo in media. Di conseguenza, l'urbanizzazione è aumentata dal 30,4% nel 2000 al 37,5% nel 2007, rendendola una delle province più urbanizzate della costa centro-meridionale (dopo la provincia di Khánh Hòa). La densità di popolazione varia da circa 1000 / km² a Phan Thiết a meno di 100 / km² nei distretti di Bắc Bình, Hàm Tân, Hàm Thuận Nam e Tánh Linh.
Oltre alla maggioranza Kinh, ci sono diverse minoranze etniche nella provincia. Alcune comunità di Cham si trovano nelle regioni costiere del Bình Thuận orientale. Altre minoranze abitano principalmente le regioni montuose lungo il confine con la provincia di Lâm Đồng. Inclusi i Co ho e i Raglai.

## Distretti
Di questa provincia fanno parte i distretti:
- Bắc Bình
- Đức Linh
- Hàm Thuận Bắc
- Hàm Thuận Nam
- Hàm Tân
- Phú Quý
- Tánh Linh
- Distretto di Tuy Phong